# CLEC4C
CLEC4C هوَ بروتين يُشَفر بواسطة جين CLEC4C في الإنسان.